# Jacques Pinel
Pour les articles homonymes, voir Pinel.
Jacques Pinel, né le 26 juin 1942 à Sainte-Gemmes-d'Andigné et mort le 14 août 2015 au Pouliguen, est un pharmacien et logisticien français. Il orchestre et améliore la logistique au sein de Médecins sans frontières dans les années 1980 et concourt au développement important de l'organisation. Préoccupé par la question de l'accès aux médicaments essentiels, il s'implique jusqu'à la fin de sa vie dans la lutte contre les maladies tropicales.

## Biographie
Jacques Pinel naît le 26 juin 1942 à Sainte-Gemmes-d'Andigné. Il suit une formation de pharmarcien et devient professeur en pharmacologie. Il travaille pendant sept ans, jusqu'en 1979, dans la coopération française au Laos.

### Entrée à Médecins sans frontières
En 1979, il se trouve sans activité à Bangkok et se rapproche du Haut commissariat aux réfugiés et du Comité international de la Croix-Rouge qui viennent de lancer un appel à volontaires pour venir en aide aux cambodgiens qui fuient le régime des khmers rouges. Il est orienté vers Médecins sans frontière et rejoint un camp de réfugiés situé à la frontière avec le Cambodge. Pendant un mois, il organise la pharmacie du camp et en améliore la logistique de l'équipe internationale désorganisée par l'afflux de réfugiés. À l'expiration de son visa, il retourne en France et propose ses services à Médecins sans frontières qui accepte de le renvoyer en Thaïlande.
Il entre alors dans le camp de Khao-I-Dang, qui compte plus de 100 000 réfugiés et dont les services sanitaires sont débordées. Il transforme la logistique des équipes en optimisant la gestion des médicaments. En s'inspirant du fonctionnement d'autres organisations, il met en place le système de « kits » médicaux qui réunissent dans des caisses dédiées le matériel médical nécessaire à des opérations précises. Il porte une attention particulière à l'ensemble des détails afin d'améliorer l'efficacité des équipes médicales et cherche par tous les moyens à leur permettre de se concentrer sur les soins à la population.

### Responsable logistique de Médecins sans frontières
Au début des années 1980, Claude Malhuret lui demande de reproduire ses méthodes logistiques sur l'ensemble des missions de Médecins sans frontières. En quelques années, il élabore un système efficace et occupe une place centrale dans la structure. Il gère l'ensemble de l'organisation essentielle aux équipes médicales, des moyens de communications aux transports en passant par la production d'énergie, l'hygiène et l'alimentation. Son expérience de pharmarcien lui permet de prendre en charge l'acquisition, le stockage et la distribution des médicaments. Il s'inspire de la logistique des armées et acquiert de l'expérience au fur et à mesure de ses missions. Il organise des livraisons de médicaments par avion sur les terrains d'intervention de Médecins sans frontière inaccessibles par la route, recrute des logisticiens et accumule des stocks d'urgence prêts à partir à tout moment.
En tant que responsable du secteur logistique, il accompagne la structure dans le développement rapide qu'elle connaît dans les années 1980. Il met en place une plateforme logistique à Lézignan, ensuite transférée à l’aéroport de Bordeaux-Mérignac, constituée des « kits » à destination des missions à l'international. Il accorde de l'importance à la qualité des médicaments prescrits et remet de l'ordre dans l'approvisionnement des équipes sur le terrain. Il fonde et dirige MSF Logistique, une centrale d'achat de Médecins sans frontières, dont il est le président d'honneur jusqu'à sa mort. Depuis le siège de l'organisation, il s'occupe de la logistique lors des grandes crises humanitaires de la fin du XXe siècle, notamment lors de la crise au Kurdistan irakien qui provoque un exode massif des populations kurdes vers la Turquie. 

### Implication dans l'accès aux médicaments essentiels
En 1999, lorsque l'organisation reçoit le prix Nobel de la paix, il s'occupe alors de la cellule Médicaments. La même année, il lance avec Bernard Pécoul la campagne de Médecins sans frontières pour l'accès aux médicaments essentiels. Les notes qu'il rédige sur le sujet influencent certaines lignes directrices de l'OMS et il prend contact avec les responsables de l'industrie pharmaceutique pour porter la voix de l'organisation humanitaire. Il s'implique grandement pendant les années 1990 et 2000 dans l'accès aux médicament nécessaires pour combattre les maladies comme le SIDA, le paludisme et la tuberculose et s'inquiète du problème des médicaments contrefaits. Spécialiste des maladies tropicales en Afrique et en Asie du Sud-Est, il rédige des guides sanitaires et des protocoles destinés à lutter plus efficacement contre celles-ci.
Marié et père d'un fils, il vit entre Paris et Bruxelles et travaille jusqu'à la fin de sa vie. Il meurt de problèmes cardiaques à l'âge de 73 ans le 14 août 2015 au Pouliguen,.

## Hommage
Le centre de formation de Médecins sans frontières, situé à côté de la plateforme logistique de Mérignac, prend le nom de Jacques Pinel en hommage au pharmacien.